# 桑原敬一 (声優)
桑原 敬一（くわばら けいいち、1980年12月26日 - ）は日本の男性声優。千葉県八千代市出身。

## 人物
アーツビジョンを経て、2017年6月よりプロダクション・エース所属。アミューズメントメディア総合学院、日本ナレーション演技研究所出身。
Jリーグ・ジェフユナイテッド千葉（ジェフ）の熱狂的ファンで、ジェフを応援するYouTuber「千葉 好男」（ちば よしお）としても活動している。

## 出演
太字はメインキャラクター。

### テレビアニメ
2005年
- 砂ぼうず（住人）
- NARUTO -ナルト-（酒場の客）

2006年
- 金色のコルダ〜primo passo〜（生徒）
- NARUTO -ナルト-（木ノ葉の暗部、浪人、盗賊）
- 無敵看板娘（選考委員A）

2007年
- 獣神演武 HERO TALES（典雄）
- 少年陰陽師（舎人）
- ドージンワーク（客）
- NARUTO -ナルト-（警護忍者）
- NARUTO -ナルト- 疾風伝（砂の里の忍、医療忍者、改達忍）
- ロケットガール（保安部員）
- ロミオ×ジュリエット（父親）

2008年
- 銀魂（篠原進之進）
- CLANNAD 〜AFTER STORY〜（不良）
- ケロロ軍曹（オペレーター）
- スキップ・ビート!（スタッフ、AD）
- テイルズ オブ ジ アビス（タルタロス兵士、騎士）
- 隠の王（運転手、造反者、見張り）

2009年
- アラド戦記 〜スラップアップパーティー〜（トンバ、鬼騎士E）
- エグザムライ戦国（トト、鬼牙の子分、町人、手下、ヨウザンの側近 他）
- スター・ウォーズ/クローン・ウォーズ（テレビシリーズ）（ナダール・ヴェップ）
- 戦場のヴァルキュリア（兵士A）
- 空を見上げる少女の瞳に映る世界（教師D、連合兵A）
- ドルアーガの塔 〜the Sword of URUK〜（兵士）

2010年
- 学園黙示録 HIGHSCHOOL OF THE DEAD（抗議団体リーダー）
- デジモンクロスウォーズ（ガーベモン）

2012年
- エリアの騎士（長谷川誠）

2013年
- 団地ともお（紙川）

2014年
- アカメが斬る!（師範代）

### 劇場アニメ
2007年
- ストレンヂア 無皇刃譚
- ベクシル 2077日本鎖国

### OVA
2010年
- うる星やつら ザ・障害物水泳大会（生徒）

### Webアニメ
2011年
- Paperman the Animation（サイラス）

### ゲーム
2003年
- SIMPLE2000シリーズ Vol.31 THE 地球防衛軍

2004年
- 帝国千戦記（煉邦）※PS2版

2006年
- グローランサーV
- ネクロネシア（レイ）
- みんなのテニス

2007年
- エルヴァンディアストーリー（スタンリー）
- Gears of War（アンソニー・カーマイン）
- 死角探偵 空の世界 〜Thousand Dreams〜（柿原茂樹）
- NARUTO -ナルト- 疾風伝 ナルティメットアクセル（村人男、盗賊）
- ファイアーエムブレム 暁の女神
- Routes PE

2008年
- 魔界戦記ディスガイア3（チャンプル先生）
- メタルギアソリッド4（敵兵）

2009年
- Gears of War 2（ベンジャミン・カーマイン、アンソニー・カーマイン）
- ファイナルファンタジーXIII
- ペーパーマン（サイラス）
- 魔界戦記ディスガイア2 PORTABLE（チャンプル先生）
- 魔界戦記ディスガイア3アペンドディスク ラズベリル編始めました（チャンプル先生）

2011年
- Gears of War 3（クレイトン・カーマイン、アンソニー・カーマイン、ベンジャミン・カーマイン）

2013年
- とある魔術と科学の群奏活劇

2019年
- スターリンク バトル・フォー・アトラス（キャッシュ・グアヴォ）[3]

### 吹き替え
- アーサーとミニモイの不思議な国（兵士）
- アグリー・ベティ #21
- 明日、君がいない（スティーヴン）
- イリュージョン・ホテル（トーファー）
- オーメン
- 俺たちハングオーバー!史上最悪のメキシコ横断（ナルド）
- 気分はぐるぐる #1
- キューティ・バニー
- グッド・ネイバー
- ゴール・オブ・ザ・デッド（イドリス）
- シティ・オブ・ザ・デッド（ジェローム）
- スーパークロス（オーウェン）
- ステルスX（ラマザン）
- ストンプ!（トレイ）
- ゾンビリアン（トレント）
- デスパレートな妻たち3 #10・16
- 24 シーズン6（サビール）
- パルス（ストーン）
- ヴェロニカ・マーズ（ダンカン・ケイン）
- ペイチェック 消された記憶 ※テレビ朝日版
- マンディ・レイン 血まみれ金髪女子高生（ジェイク）
- メーターの東京レース（パトカー）
- ワン・トゥリー・ヒル（クリス）

### ナレーション
- カレー放浪記
- GO!GO!ニンじゃぽん
- 離島酒場
- 中川家礼二の鉄学の時間
- 中川家礼二の鉄活
- それゆけ！中川電鉄
- 石神秀幸の決断！ラーメン開拓紀行
- 石神秀幸の決断！ラーメン放浪記
- 記憶のロケ地を巡る旅（BS12）

### 特撮
- 特命戦隊ゴーバスターズ（2012年、ドリルロイドの声）

### ラジオ
- 純子と涼のアシタヘストライク!（文化放送、初代アシスタント）

ラジオドラマ
- VOMIC フライハイ!（田端）

### ドラマCD
- EREMENTAR GERAD The original（グリィナの同契者）
- 勾玉花伝 巫女姫様とさくらの契約（火狭彦）
- 身代わり伯爵の結婚（ロッド）